# Pégairolles-de-Buèges
 (mars 2013).
Améliorez-le ou discutez des points à vérifier. 
Pégairolles-de-Buèges (en occitan Pegairòlas de Buòja) est une commune française située dans le nord du département de l'Hérault, en région Occitanie.
Exposée à un climat méditerranéen, elle est drainée par la Buèges, le ruisseau du Pontel et par divers autres petits cours d'eau. La commune possède un patrimoine naturel remarquable : deux sites Natura 2000 (les « gorges de l'Hérault » et les « hautes garrigues du Montpelliérais ») et quatre zones naturelles d'intérêt écologique, faunistique et floristique.
Pégairolles-de-Buèges est une commune rurale qui compte 55 habitants en 2022, après avoir connu un pic de population de 266 habitants en 1851. Elle fait partie de l'aire d'attraction de Montpellier. Ses habitants sont appelés les Pégachs.

## Géographie
|                          | Saint-Jean-de-Buèges    |                    |
| Saint-Maurice-Navacelles | Pégairolles-de-Buèges   | Causse-de-la-Selle |
|                          | Saint-Guilhem-le-Désert |                    |

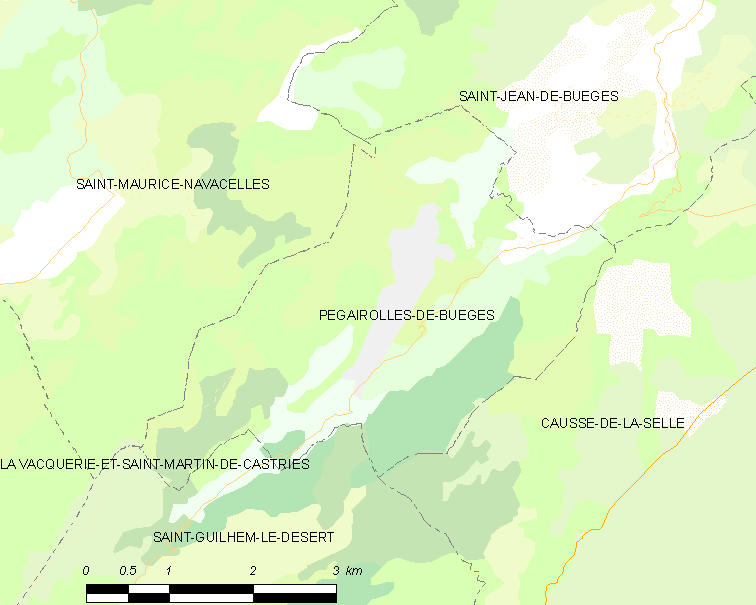
Carte de Pégairolles-de-Buèges.

La commune est à 4 kilomètres sud-ouest de Saint-Jean-de-Buèges. Elle est liée avec Arboras par la petite Route des Lavagnes.

### Climat
Pour des articles plus généraux, voir Climat de l'Occitanie et Climat de l'Hérault.
En 2010, le climat de la commune est de type climat méditerranéen franc, selon une étude s'appuyant sur une série de données couvrant la période 1971-2000. En 2020, Météo-France publie une typologie des climats de la France métropolitaine dans laquelle la commune est exposée à un climat méditerranéen et est dans la région climatique  Provence, Languedoc-Roussillon, caractérisée par une pluviométrie faible en été, un très bon ensoleillement (2 600 h/an), un été chaud (21,5 °C), un air très sec en été, sec en toutes saisons, des vents forts (fréquence de 40 à 50 % de vents > 5 m/s) et peu de brouillards.
Pour la période 1971-2000, la température annuelle moyenne est de 14,1 °C, avec une amplitude thermique annuelle de 15,4 °C. Le cumul annuel moyen de précipitations est de 1 207 mm, avec 7,3 jours de précipitations en janvier et 2,9 jours en juillet. Pour la période 1991-2020, la température moyenne annuelle observée sur la station météorologique la plus proche, située sur la commune de La Vacquerie-et-Saint-Martin-de-Castries à 10 km à vol d'oiseau, est de 12,0 °C et le cumul annuel moyen de précipitations est de 1 302,2 mm,. Pour l'avenir, les paramètres climatiques de la commune estimés pour 2050 selon différents scénarios d'émission de gaz à effet de serre sont consultables sur un site dédié publié par Météo-France en novembre 2022.

### Milieux naturels et biodiversité

#### Réseau Natura 2000

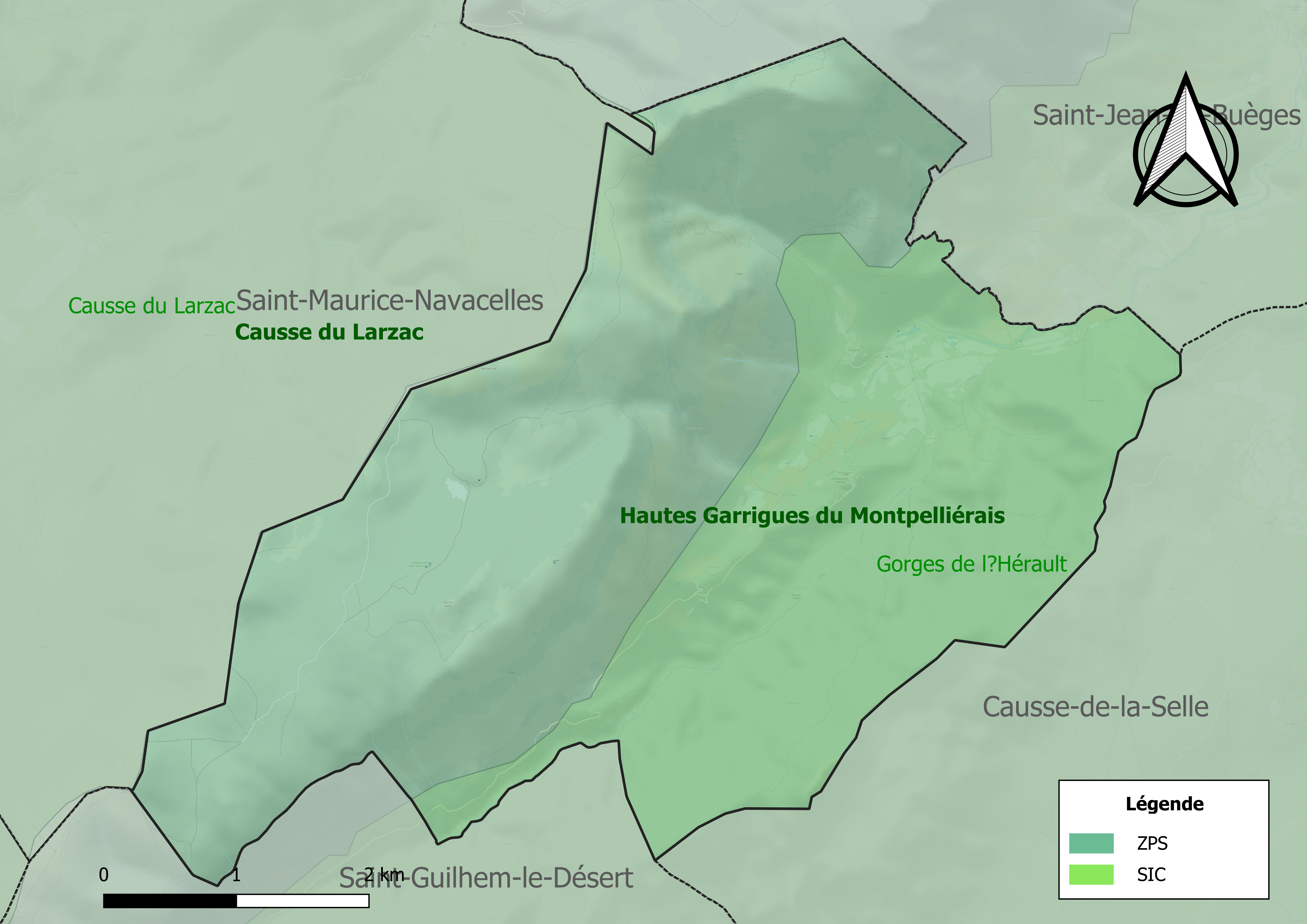
Site Natura 2000 sur le territoire communal.

Le réseau Natura 2000 est un réseau écologique européen de sites naturels d'intérêt écologique élaboré à partir des directives habitats et oiseaux, constitué de zones spéciales de conservation (ZSC) et de zones de protection spéciale (ZPS).
Un site Natura 2000 a été défini sur la commune au titre de la directive habitats :
- les « gorges de l'Hérault », d'une superficie de 21 736 ha, entaillent un massif calcaire vierge de grandes infrastructures dont les habitats forestiers (forêt de Pins de Salzman et chênaie verte) et rupicoles sont bien conservés. La pinède de Pins de Salzmann de Saint-Guilhem-le-Désert est une souche pure et classée comme porte-graines par les services forestiers. Il s'agit d'une forêt développée sur des roches dolomitiques[9]

et un au titre de la directive oiseaux :
- les « hautes garrigues du Montpelliérais », d'une superficie de 45 444 ha, abritant trois couples d'Aigles de Bonelli, soit 30 % des effectifs régionaux[10].

#### Zones naturelles d'intérêt écologique, faunistique et floristique
L’inventaire des zones naturelles d'intérêt écologique, faunistique et floristique (ZNIEFF) a pour objectif de réaliser une couverture des zones les plus intéressantes sur le plan écologique, essentiellement dans la perspective d’améliorer la connaissance du patrimoine naturel national et de fournir aux différents décideurs un outil d’aide à la prise en compte de l’environnement dans l’aménagement du territoire.
Deux ZNIEFF de type 1 sont recensées sur la commune :
le « massif du Roc de la Vigne et plaine de Lacan » (1 314 ha), couvrant 3 communes du département et
la « rivière de la Buèges de la source à Saint-Jean-de-Buèges » (18 ha), couvrant 2 communes du département
et deux ZNIEFF de type 2, :
- le « causse et contreforts du Larzac et montagne de la Séranne » (44 035 ha), couvrant 33 communes dont une dans l'Aveyron, deux dans le Gard et 30 dans l'Hérault[14] ;
- le « massif des gorges de l'Hérault et de la Buège » (21 342 ha), couvrant 17 communes du département[15].

Carte des ZNIEFF de type 1 et 2 à Pégairolles-de-Buèges.
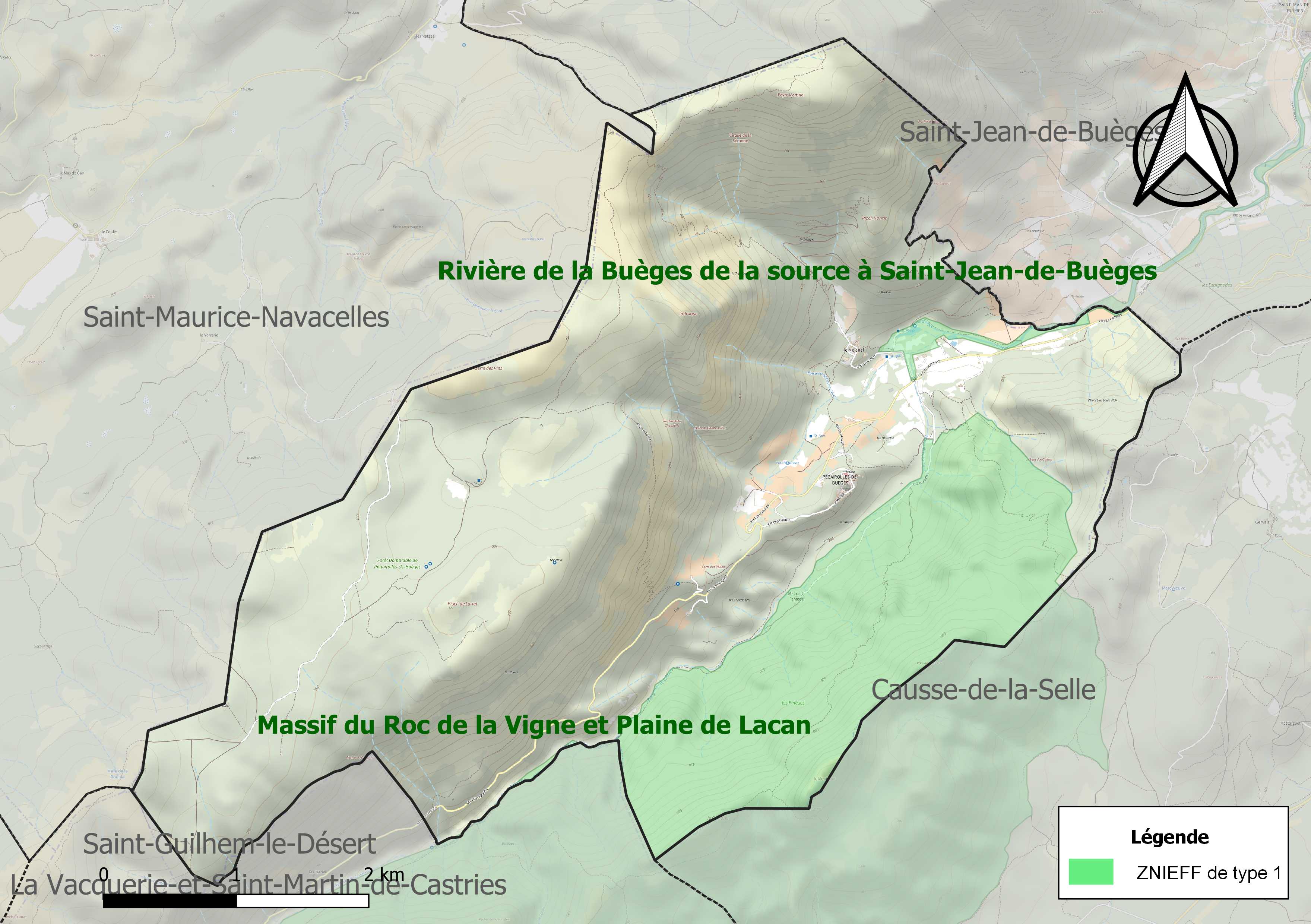
Carte des ZNIEFF de type 1 sur la commune.
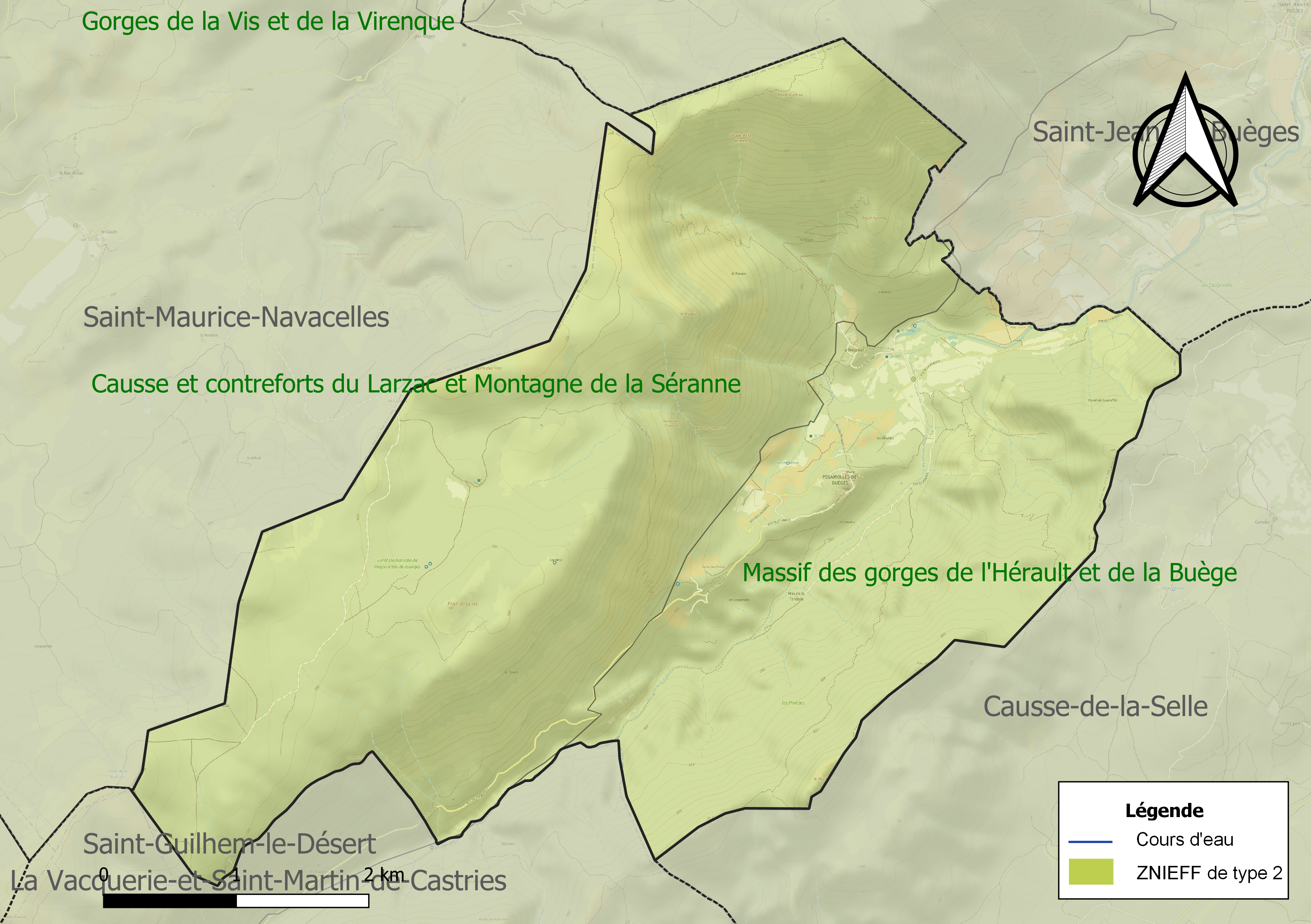
Carte des ZNIEFF de type 2 sur la commune.

## Urbanisme

### Typologie
Au 1er janvier 2024, Pégairolles-de-Buèges est catégorisée commune rurale à habitat très dispersé, selon la nouvelle grille communale de densité à sept niveaux définie par l'Insee en 2022.
Elle est située hors unité urbaine. Par ailleurs la commune fait partie de l'aire d'attraction de Montpellier, dont elle est une commune de la couronne,. Cette aire, qui regroupe 161 communes, est catégorisée dans les aires de 700 000 habitants ou plus (hors Paris),.

### Occupation des sols
L'occupation des sols de la commune, telle qu'elle ressort de la base de données européenne d’occupation biophysique des sols Corine Land Cover (CLC), est marquée par l'importance des forêts et milieux semi-naturels (97,8 % en 2018), une proportion sensiblement équivalente à celle de 1990 (97,7 %). La répartition détaillée en 2018 est la suivante :
forêts (56,2 %), milieux à végétation arbustive et/ou herbacée (23,1 %), espaces ouverts, sans ou avec peu de végétation (18,5 %), cultures permanentes (2,2 %). L'évolution de l’occupation des sols de la commune et de ses infrastructures peut être observée sur les différentes représentations cartographiques du territoire : la carte de Cassini (XVIIIe siècle), la carte d'état-major (1820-1866) et les cartes ou photos aériennes de l'IGN pour la période actuelle (1950 à aujourd'hui).

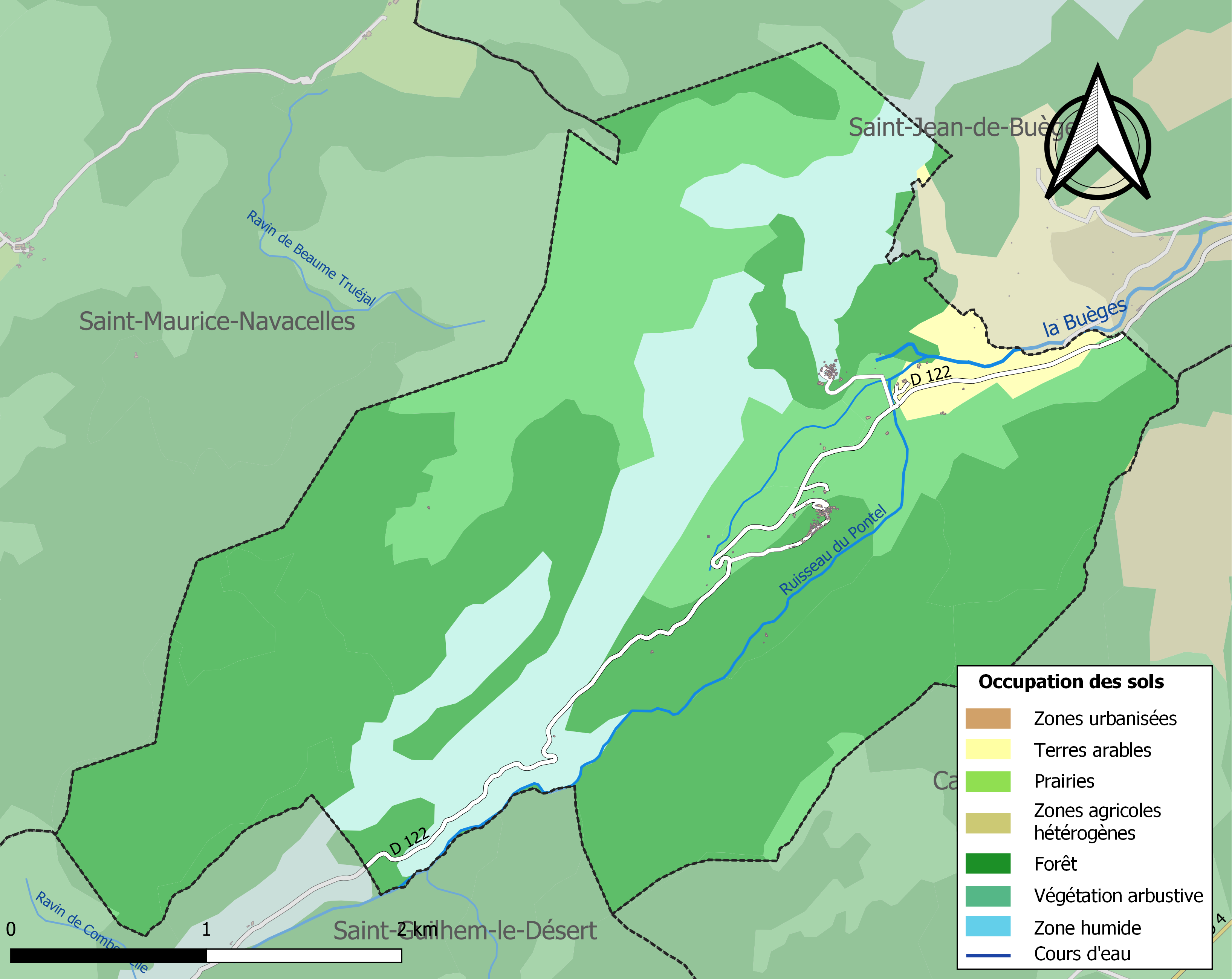
Carte des infrastructures et de l'occupation des sols de la commune en 2018 (CLC).

### Risques majeurs
Le territoire de la commune de Pégairolles-de-Buèges est vulnérable à différents aléas naturels : météorologiques (tempête, orage, neige, grand froid, canicule ou sécheresse), inondations, feux de forêts, mouvements de terrains et séisme (sismicité faible). Il est également exposé à un risque particulier : le risque de radon. Un site publié par le BRGM permet d'évaluer simplement et rapidement les risques d'un bien localisé soit par son adresse soit par le numéro de sa parcelle.

#### Risques naturels
Certaines parties du territoire communal sont susceptibles d’être affectées par le risque d’inondation par débordement de cours d'eau, notamment la Buèges. La commune a été reconnue en état de catastrophe naturelle au titre des dommages causés par les inondations et coulées de boue survenues en 1982 et 1995,.
Pégairolles-de-Buèges est exposée au risque de feu de forêt. Un plan départemental de protection des forêts contre les incendies (PDPFCI) a été approuvé en juin 2013 et court jusqu'en 2022, où il doit être renouvelé. Les mesures individuelles de prévention contre les incendies sont précisées par deux arrêtés préfectoraux et s’appliquent dans les zones exposées aux incendies de forêt et à moins de 200 mètres de celles-ci. L’arrêté du 25 avril 2002 réglemente l'emploi du feu en interdisant notamment d’apporter du feu, de fumer et de jeter des mégots de cigarette dans les espaces sensibles et sur les voies qui les traversent sous peine de sanctions. L'arrêté du 11 mars 2013 rend le débroussaillement obligatoire, incombant au propriétaire ou ayant droit,.

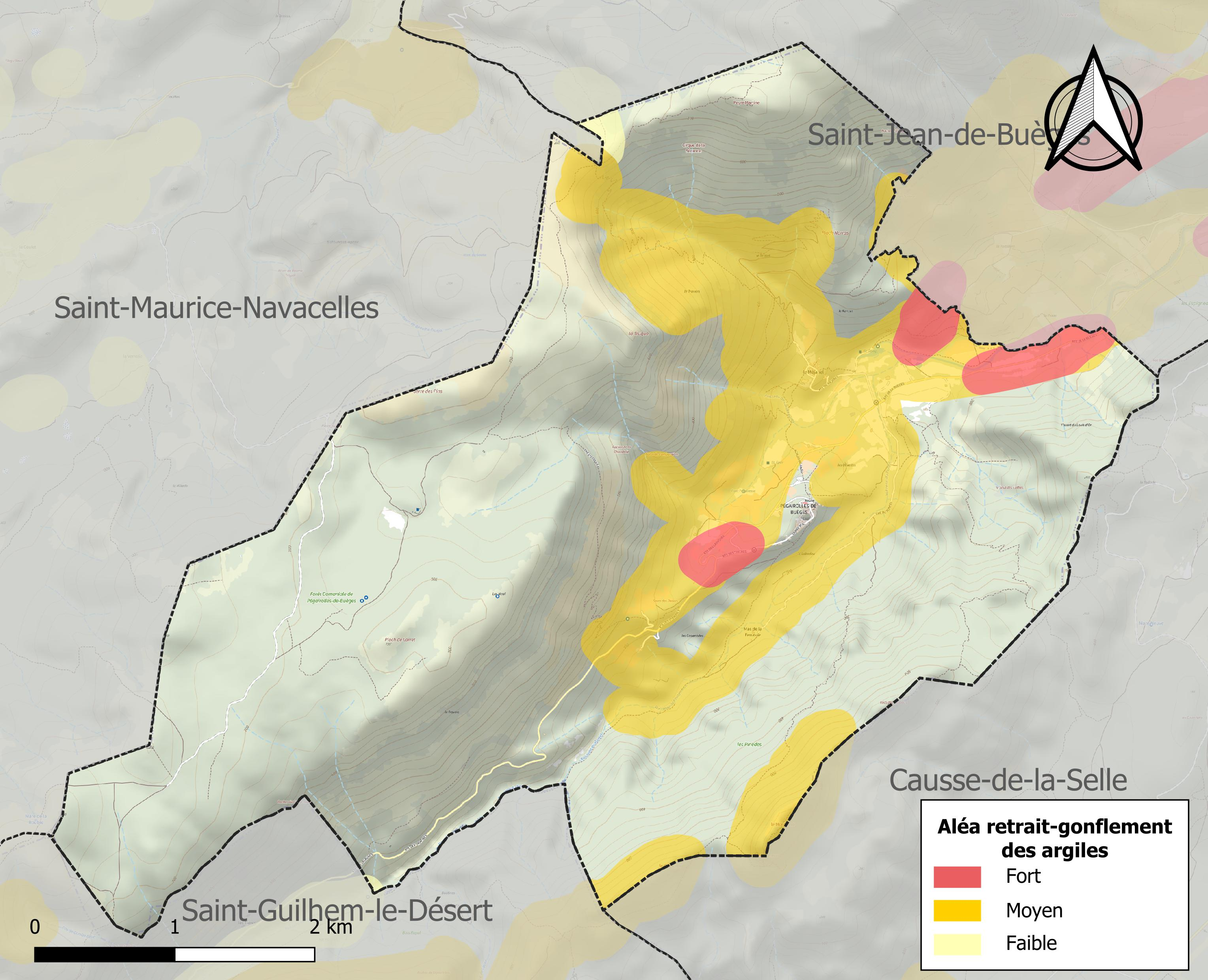
Carte des zones d'aléa retrait-gonflement des sols argileux de Pégairolles-de-Buèges.

La commune est vulnérable au risque de mouvements de terrains constitué principalement du retrait-gonflement des sols argileux. Cet aléa est susceptible d'engendrer des dommages importants aux bâtiments en cas d’alternance de périodes de sécheresse et de pluie. 26,2 % de la superficie communale est en aléa moyen ou fort (59,3 % au niveau départemental et 48,5 % au niveau national). Sur les 80 bâtiments dénombrés sur la commune en 2019, 32 sont en aléa moyen ou fort, soit 40 %, à comparer aux 85 % au niveau départemental et 54 % au niveau national. Une cartographie de l'exposition du territoire national au retrait gonflement des sols argileux est disponible sur le site du BRGM,.
Par ailleurs, afin de mieux appréhender le risque d’affaissement de terrain, l'inventaire national des cavités souterraines permet de localiser celles situées sur la commune.

#### Risque particulier
Dans plusieurs parties du territoire national, le radon, accumulé dans certains logements ou autres locaux, peut constituer une source significative d’exposition de la population aux rayonnements ionisants. Certaines communes du département sont concernées par le risque radon à un niveau plus ou moins élevé. Selon la classification de 2018, la commune de Pégairolles-de-Buèges est classée en zone 2, à savoir zone à potentiel radon faible mais sur lesquelles des facteurs géologiques particuliers peuvent faciliter le transfert du radon vers les bâtiments.

## Spéléologie: Réseau de la Buèges souterraine
La commune de Pégairolles-de-Buèges s'étend sur une partie du massif de la Séranne et des monts de Saint-Guilhem, ces massif karstiques présentent de nombreuses cavités inventoriées par le GERSAM (Groupe d'études et de recherches spéléologiques et archéologiques de Montpellier).
Parmi les phénomènes karstiques remarquable, le territoire de la commune abrite la source de la Buèges, émergence draine l'un des systèmes souterrains les plus importants du sud-Larzac. Une étroiture immergée fut forcée dans les années 1970 par les équipes de plongeurs du GERSAM renforcées par un groupe de Marseille. Dans les années 1980 la profondeur de −126 m fut atteinte avec des perspectives de continuation.
En amont de la source, en 1983, Gilles Barrau du GERSAM découvre le trou souffleur de la Leicasse, possédant notamment un grand puits de 100 m de profondeur. Les premières explorations de cette cavité difficile contribuèrent à faire entrer le GERSAM dans la spéléologie moderne, utilisant des techniques alpines avec notamment des cordes semi-statiques de diamètre 8 mm.
À l'heure actuelle (2013), la progression dans l'aven de la Leicasse continue. Elle a déjà livré plus de 15 km de développement pour une profondeur de −356 m, avec trois rivières souterraines. La coloration de l'une d'elles est ressortie à la source de la Buèges,.
Une partie de ce réseau souterrain se développe sous le territoire de la commune voisine de Saint-Maurice-Navacelles.

## Toponymie
La commune a été connue sous les variantes : castri de Pegayrolis (1284), castri de Pegairolis de Bueja (1284), Peguerolles (1526), etc.
Le nom Pégairolles dérive de l'occitan pegairòla = sol argileux.

## Histoire

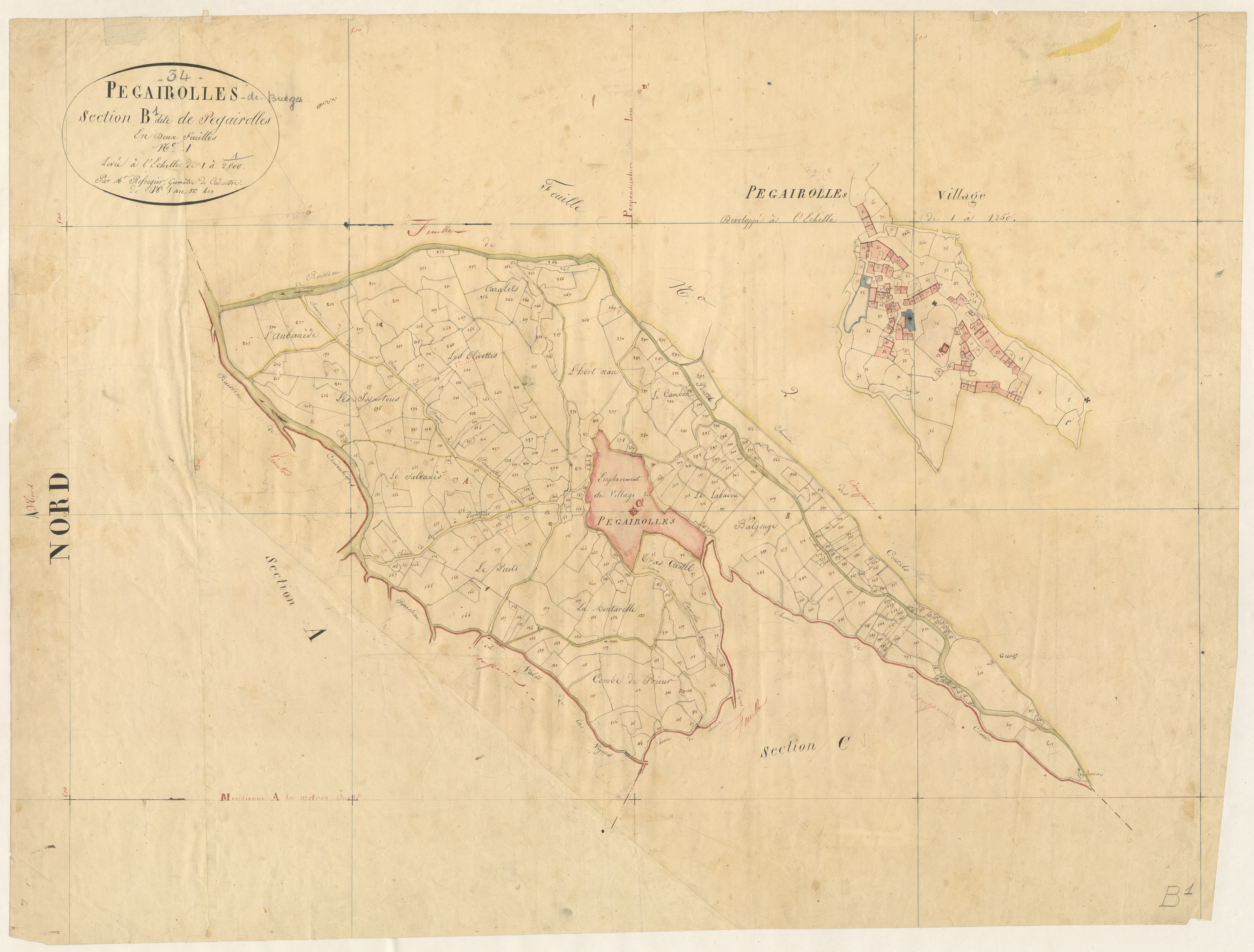
Plan cadastral de la commune (1829).

Ancienne baronnie de Pegairolles de Bueges.

## Politique et administration
| Période   | Période   | Identité                 | Étiquette                  | Qualité                                                                                  |
| --------- | --------- | ------------------------ | -------------------------- | ---------------------------------------------------------------------------------------- |
| mars 1947 | mars 1977 | Moïse Rouvière           | (5 mandats successifs)     |                                                                                          |
| mars 1977 | mars 2001 | Jean-Louis Marines       | DVG (4 mandats successifs) | Président du SIVOM de Saint-Martin-de-Londres au dernier mandat, maire honoraire en 2013 |
| mars 2001 | mars 2008 | Michel Flye Sainte-Marie |                            |                                                                                          |
| mars 2008 | mars 2014 | Alain Plantier           |                            |                                                                                          |
| mars 2014 | En cours  | Georges Capus            | SE                         | Retraité                                                                                 |

## Démographie
L'évolution du nombre d'habitants est connue à travers les recensements de la population effectués dans la commune depuis 1793. Pour les communes de moins de 10 000 habitants, une enquête de recensement portant sur toute la population est réalisée tous les cinq ans, les populations de référence des années intermédiaires étant quant à elles estimées par interpolation ou extrapolation. Pour la commune, le premier recensement exhaustif entrant dans le cadre du nouveau dispositif a été réalisé en 2008.

En 2022, la commune comptait 55 habitants, en évolution de +19,57 % par rapport à 2016 (Hérault : +7,49 %, France hors Mayotte : +2,11 %).
| 1793 | 1800 | 1806 | 1821 | 1831 | 1836 | 1841 | 1846 | 1851 |
| ---- | ---- | ---- | ---- | ---- | ---- | ---- | ---- | ---- |
| 145  | 146  | 174  | 201  | 233  | 226  | 240  | 247  | 266  |

| 1856 | 1861 | 1866 | 1872 | 1876 | 1881 | 1886 | 1891 | 1896 |
| ---- | ---- | ---- | ---- | ---- | ---- | ---- | ---- | ---- |
| 238  | 223  | 208  | 184  | 194  | 215  | 204  | 214  | 207  |

| 1901 | 1906 | 1911 | 1921 | 1926 | 1931 | 1936 | 1946 | 1954 |
| ---- | ---- | ---- | ---- | ---- | ---- | ---- | ---- | ---- |
| 172  | 160  | 134  | 109  | 90   | 92   | 97   | 72   | 55   |

| 1962 | 1968 | 1975 | 1982 | 1990 | 1999 | 2006 | 2008 | 2013 |
| ---- | ---- | ---- | ---- | ---- | ---- | ---- | ---- | ---- |
| 33   | 33   | 32   | 50   | 42   | 54   | 50   | 49   | 40   |

| 2018 | 2022 | - | - | - | - | - | - | - |
| ---- | ---- | - | - | - | - | - | - | - |
| 55   | 55   | - | - | - | - | - | - | - |

## Économie

### Emploi
|                | 2008   | 2013   | 2018   |
| -------------- | ------ | ------ | ------ |
| Commune        | 12 %   | 12,5 % | 13,8 % |
| Département    | 10,1 % | 11,9 % | 12 %   |
| France entière | 8,3 %  | 10 %   | 10 %   |

En 2018, la population âgée de 15 à 64 ans s'élève à 29 personnes, parmi lesquelles on compte 82,8 % d'actifs (69 % ayant un emploi et 13,8 % de chômeurs) et 17,2 % d'inactifs,. Depuis 2008, le taux de chômage communal (au sens du recensement) des 15-64 ans est supérieur à celui de la France et du département.
La commune fait partie de la couronne de l'aire d'attraction de Montpellier, du fait qu'au moins 15 % des actifs travaillent dans le pôle,. Elle compte 7 emplois en 2018, contre 7 en 2013 et 7 en 2008. Le nombre d'actifs ayant un emploi résidant dans la commune est de 20, soit un indicateur de concentration d'emploi de 34,8 % et un taux d'activité parmi les 15 ans ou plus de 49 %.
Sur ces 20 actifs de 15 ans ou plus ayant un emploi, 6 travaillent dans la commune, soit 30 % des habitants. Pour se rendre au travail, 95 % des habitants utilisent un véhicule personnel ou de fonction à quatre roues et 5 % s'y rendent en deux-roues, à vélo ou à pied.

### Activités hors agriculture
9 établissements sont implantés  à Pégairolles-de-Buèges au 31 décembre 2019.
Le secteur des autres activités de services est prépondérant sur la commune puisqu'il représente 33,3 % du nombre total d'établissements de la commune (3 sur les 9 entreprises implantées  à Pégairolles-de-Buèges), contre 8,1 % au niveau départemental.

### Agriculture
|               | 1988 | 2000 | 2010 | 2020 |
| ------------- | ---- | ---- | ---- | ---- |
| Exploitations | 34   | 19   | 11   | 4    |
| SAU (ha)      | 972  | 835  | 791  | 151  |

La commune est dans les Garrigues, une petite région agricole occupant une partie du centre et du nord-est du département de l'Hérault. En 2020, l'orientation technico-économique de l'agriculture  sur la commune est la polyculture et/ou le polyélevage. Quatre exploitations agricoles ayant leur siège dans la commune sont dénombrées lors du recensement agricole de 2020 (34 en 1988). La superficie agricole utilisée est de 151 ha,,.

## Culture locale et patrimoine

### Lieux et monuments

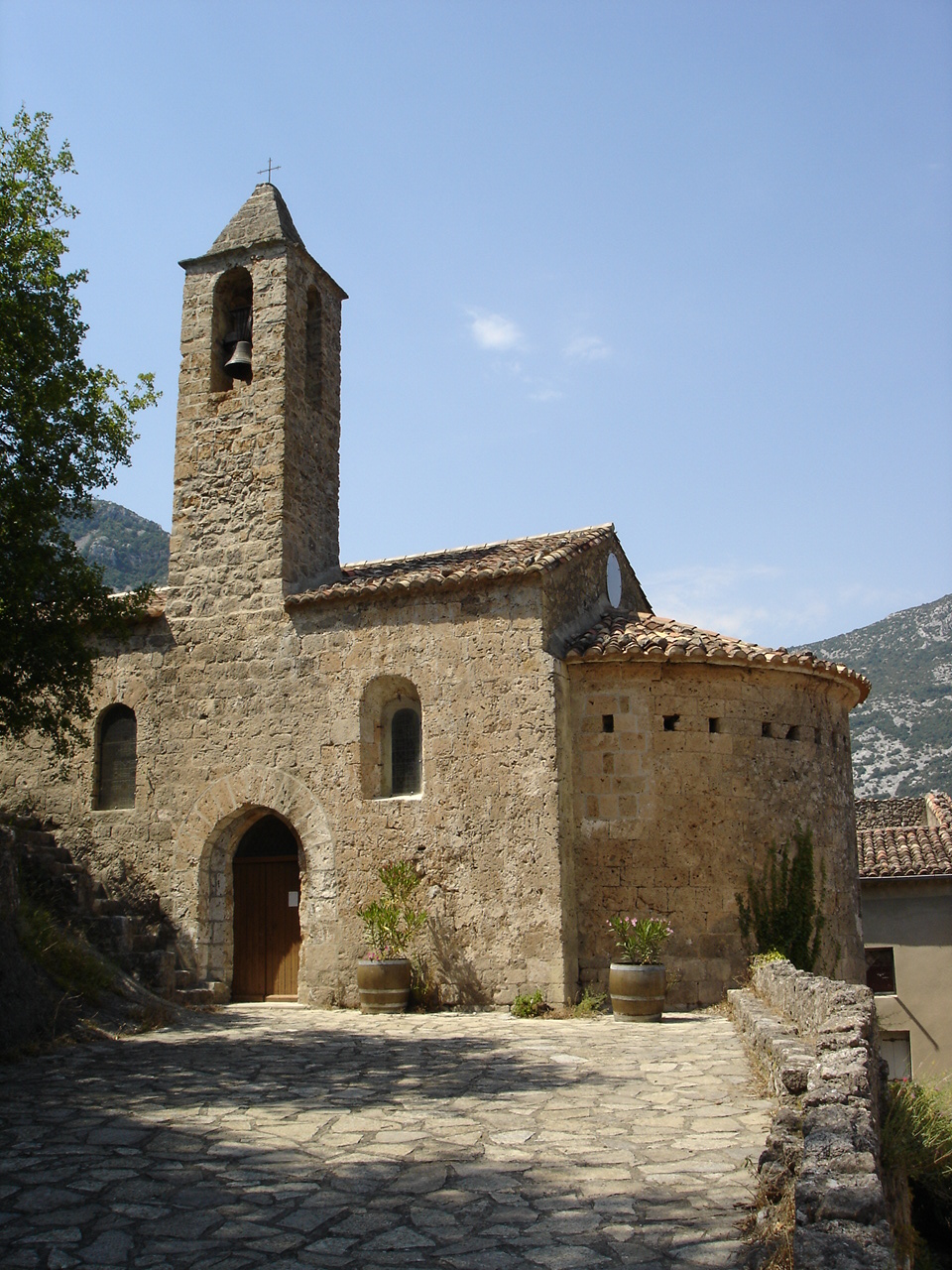
Église de Pégairolles-de-Buèges

- Église Notre-Dame de Pégairolles-de-Buèges. L'édifice est référencé dans la base Mérimée et à l'Inventaire général Région Occitanie[35].

## Personnalités et événements liés à la commune
- Le feuilleton télévisé français en six épisodes L'Or du diable, mettant en scène Jean-François Balmer (dans le rôle de l'abbé Saunière), Michel Aumont, Arielle Dombasle, etc. et consacré à l'énigme de Rennes-le-Château a été tourné en 1989 en décors naturels à Pégairolles-de-Buèges.